# Castelo de Paiva
Castelo de Paiva est une municipalité (en portugais : concelho ou município) du Portugal, située dans le district d'Aveiro et la région Nord.

## Géographie
Castelo de Paiva est limitrophe :
- au nord, de Penafiel et Marco de Canaveses,
- à l'est, de Cinfães,
- à l'est et au sud, d'Arouca,
- à l'ouest, de Gondomar.

## Toponymie
La municipalité ne tire son nom d'aucune des paroisses qui la composent.

## Histoire
Le 4 mars 2001 un autocar et deux voitures ont été projetés dans le vide alors que les véhicules traversaient le pont métallique sur le fleuve Douro connu sous le nom de Ponte Hintze Ribeiro, entre Castelo et Entre-os-Rios. Construit en 1886, ce pont avait été signalé comme dangereux et l'un de ses piliers aurait cédé sous la pression de l'eau. Au moins 53 personnes auraient perdu la vie dans cet accident,.

## Démographie
| 1801  | 1849  | 1900  | 1930   | 1960   | 1981   | 1991   | 2001   | 2004   |
| ----- | ----- | ----- | ------ | ------ | ------ | ------ | ------ | ------ |
| 6 691 | 7 586 | 9 728 | 11 450 | 17 756 | 17 026 | 16 515 | 17 338 | 17 089 |

| 2011   | - | - | - | - | - | - | - | - |
| ------ | - | - | - | - | - | - | - | - |
| 16 733 | - | - | - | - | - | - | - | - |

## Subdivisions

Carte des paroisses de Castelo de Paiva.

Depuis la loi no 11-A/2013 du 28 janvier 2013, portant réorganisation administrative du territoire des freguesias, la municipalité de Castelo de Paiva groupe 6 paroisses (freguesia en portugais) contre 9 auparavant :
- Fornos
- Raiva, Pedorido e Paraíso (fusion de Raiva, Pedorido et Paraíso)
- Real
- Santa Maria de Sardoura
- São Martinho de Sardoura
- Sobrado e Bairros (fusion de Sobrado et Bairros)